# Delta del Cauto
Delta del Cauto is een wetland (humedal) van 660 km² in de provincie Granma van Cuba. De Río Cauto heeft dan driehonderd kilometer afgelegd.
De begroeiing bestaat hoofdzakelijk uit mangroven. 
Het beschermd natuurgebied werd in 2002 in de Ramsar-lijst opgenomen.